# Alain Orsoni
Alain Orsoni (Ajaccio, 27 de setembre del 1954) fou un polític cors, dirigent del Moviment per l'Autodeterminació, sorgit com a escissió dins el moviment independentista cors. El juliol de 2008 fou nomenat president de l'AC Ajaccio.

## Els inicis
Estudià a Assas, on milità durant un temos al Groupe Union Défense, grup estudiantil d'extrema dreta. El 1975, però, es va unir amb el seu germà Guy al grup dirigit per Edmond Simeoni qui ocupà la cava d'Aleria.
L'agost de 1980 fou arrestat amb sis militants nacionalistes més acusats de metrallar l'ambaixada de l'Iran el 14 de maig, i que provocà 4 ferits. Fou condemnat a 4 anys de presó per la Cort de Seguretat de l'Estat, però fou alliberat el desembre de 1981 després d'una vaga de fam. El 2 de març de 1982 es beneficià d'una amnistia.
El 1983, el seu germà Guy Orsoni fou assassinat : afirmarà que no va voler participar en el comando que s'encarregà de les represàlies per a donar a l'afer una dimensió essencialment política, ja que el FLNC semblava decidit a no participar en una venjança familiar. Després d'aquesta acció, fou condemnat el 1984 per Apologia de l'assassinat, amb Léo Battesti.

## El MPA
El 1986, fou elegit diputat a l'Assemblea de Còrsega a les files del Moviment Cors per l'Autodeterminació (MCA). El 1990 protagonitzà una escissió, i amb antics membres dirigents del FLNC va fundar el Moviment per l'Autodeterminació (MPA)
A les eleccions de 1992 es presentà dins les llistes de Corsica Nazione/MPA, però no va poder ocupar l'escó per una transgressió de les normes de finançament de la campanya electoral. El MPA es va dissoldre enmig de les guerres internes entre el FLNC-Canal Habitual i el FLNC-Canal Històric.

## Divers
Marxà cap a Nicaragua, a finals dels anys 1990. Hi farà nombroses inversions, però es veurà implicar en un afer judicial tot implicant molts dels seus amics, i ell mateix fou objecte d'un procés d'extradició
A la mort del seu antic aliat polític i amic Michel Moretti, i després d'haver-ne estat discretament vicepresident, Alain Orsoni fou nomenat president de l'AC Ajaccio el juliol de 2008.